# Teoria cinematogràfica
La teoria cinematogràfica (també canomenada teoria del cinema o filmologia) és l'estudi de la naturalesa del cinema, i proveeix un marc teòric per comprendre la relació del cinema amb la realitat, les altres arts, els espectadors i la societat en general. No s'ha de confondre amb l'anàlisi cinematogràfica, encara que aquest recull idees de la teoria cinematogràfica.

## Història

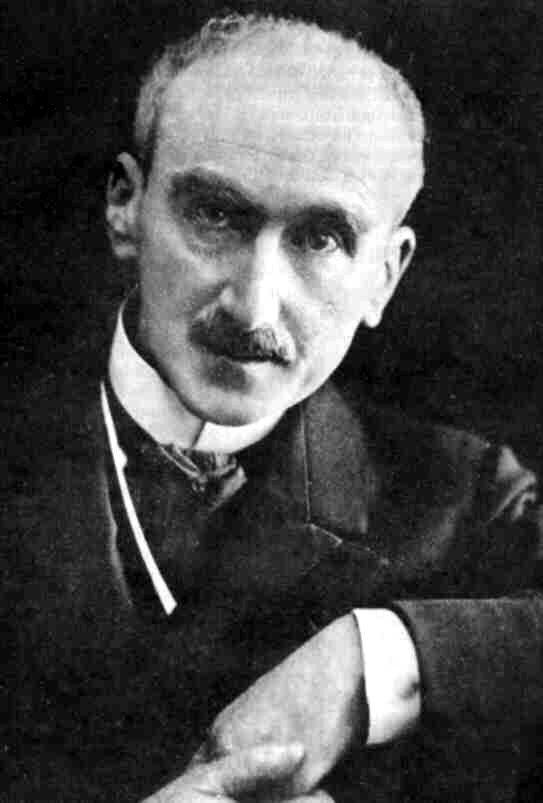
Henri Bergson

En alguns aspectes, el filòsof francès Henri Bergson va anticipar en el seu llibre Matter and Memory el desenvolupament de la teoria cinematogràfica quan el cinema estava naixent com un nou mitjà de comunicació. Va comentar la necessitat de noves formes de pensar sobre el moviment i va encunyar els termes "imatge-moviment" i "imatge-temps". No obstant això, en el seu assaig L'illusion cinématographique (publicat el 1906 en el llibre L'évolution créatrice), rebutjava el cinema com una exemplificació del que tenia al cap. Malgrat això, dècades més tard, en Cinéma I i Cinema II (1983-1985), el filòsof Gilles Deleuze va prendre Matèria i memòria com les bases de la seva filosofia del cinema i va revisar els conceptes de Bergson, combinant-los amb les semiòtiques de Charles Sanders Peirce.
El principi de la teoria del cinema es presenta durant la seva època muda i incumbia en la seva major part la definició dels elements fonamentals del mitjà de comunicació. Va evolucionar principalment per les obres d'alguns directors com Germaine Dulac, Louis Delluc, Jean Epstein, Serguei Eisenstein, Lev Kuleixov, Dziga Vèrtov, Paul Rotha, i teòrics del cinema com Rudolf Arnheim i Béla Balázs. Aquestes persones es van centrar en dues qüestions principals: com el cinema difereix de la realitat i si aquest hauria de ser realment considerat com un art.
Després de la Segona Guerra Mundial, el crític de cinema francès i teòric André Bazin va reaccionar en contra d'aquest enfocament. Segons ell, l'essència de la pel·lícula resideix en la seva capacitat de reproduir mecànicament la realitat i no en les diferències amb ella.
En els anys 60 i 70, la teoria cinematogràfica es va establir al món acadèmic, aplicant conceptes d'algunes disciplines establertes com la psicoanàlisi, els estudis de gènere, antropologia, teoria literària, la semiòtica i la lingüística.
Durant els anys 90 la revolució digital a les tecnologies de la imatge va tenir un gran impacte en la teoria del cinema de diverses maneres. Es va produir una reorientació de la capacitat del cel·luloide del cinema per capturar una imatge indicial en un moment en el temps segons alguns teòrics com Mary Ann Doane, Philip Rosen i Laura Mulvey. Des d'un punt de vista psicoanalític i seguint la noció lacaniana del real, Slavoj Žižek va oferir nous aspectes en la forma d'analitzar el cinema, que avui dia són utilitzats en l'anàlisi cinematogràfica moderna.

## Teories del cinema

### Teories formalistes
La tradició formalista o formativa es caracteritza, en línies generals, per la creença que els elements del llenguatge cinematogràfic han de trobar-se per sobre del que es narra o representa. Pels formalistes, l'important no és el què, sinó el com. Per tant, una de les seves idees centrals és la que el cineasta crea una realitat mitjançant el seu art que es diferencia de la realitat circumdant. La mediació de la càmera cinematogràfica suposa un canvi radical, i aquest canvi ha de ser modelat per l'artista, en aquest cas el director de cinema. El corrent formatiu compta amb diversos representants il·lustres:
- Hugo Münsterberg: procedent dels camps de la psicologia i de la filosofia, va associar el cinema i l'experiència cinematogràfica a processos mentals. De fet, una de les seves principals premisses va consistir a afirmar que la veritable matèria primera del cinema era la ment humana, doncs era el material que la pel·lícula aconseguia modelar.[6]
- Rudolf Arnheim: membre del grup de la Gestalt, defensava que el cinema és un conjunt d'elements a la disposició del realitzador per donar forma a la seva concepció de la realitat. En el seu llibre El cinema com a art, Arnheim assenyala que el veritable cinema era el mut i en blanc i negre, perquè aconseguia transcendir les seves limitacions per representar la realitat i convertir-les en els seus veritables factors expressius. Arnheim estava convençut que com més s'allunyés la imatge cinematogràfica de la imatge que obtenia l'home amb la vista, més s'acostaria aquesta imatge cinematogràfica a l'art. I per aconseguir aquesta desviació, el director havia de valer-se d'una sèrie d'elements que ell enumera en el seu llibre.[7]
- Serguei M. Eisenstein: el gran defensor de la tradició formativa. Reunia en la seva persona dos vessants bàsics: era teòric del cinema i realitzador al mateix temps. Al llarg de tots els seus escrits va mostrar la seva preocupació per la relació entre els conceptes: cinema i organisme. Segons ell, el director havia de valer-se de tots els instruments a la seva disposició (enquadrament, il·luminació, cromatisme, actors, etc.) per compondre cada pla d'una manera gairebé musical. I aquests plans han de ser units, dotats de vida (com si es tractés d'un organisme) mitjançant el muntatge. Precisament, el muntatge va ser el gran objectiu de la teoria del cinema d'Eisenstein. Considerava que el muntatge era l'eina més cinematogràfica que posseïa el director, ja que aconsegueix concatenar totes les composicions individuals (els plànols) i aconseguir el ritme cinematogràfic. Eisenstein, al costat d'altres directors com Pudovkin o Vertov, va formar l'Escola Soviètica.[8]

### Teories realistes
La teoria cinematogràfica realista assumeix que la funció principal del cinema és registrar la realitat de la manera més fidel possible. Consideren que precisament en la capacitat del cinema d'aproximar-se molt a la realitat és on resideix el seu gran avantatge i habilitat expressiva respecte a altres arts. Això no nega la concepció artística del cinema, tot al contrari. Al que es neguen és a subordinar el caràcter fotogràfic del cinema a sobrecàrregues estètiques, i a associar el cinema amb arts com la pintura o la música, ja que, segons ells són disciplines massa distants en la seva arrel. Podem destacar alguns dels teòrics fonamentals realistes:
- Sigfried Kracauer: el seu llibre principal, Teoria del cinema. La redempció de la realitat física té un títol que deixa bé a les clares la postura de l'autor pel que fa al cinema. Per a ell, el veritable cinema és el que registra aspectes de la realitat física. Aplaudeix innovacions tècniques com el color i el so perquè aconsegueixen una millor captació de la realitat per part del cinema. És un autor bastant radical, doncs nega la condició de veritable cinema a qualsevol pel·lícula que s'aparti dels postulats que proposa.>
- André Bazin: creador de la revista Cahiers du Cinéma, Bazin és el gran teòric realista. El seu pensament, recollit en diversos articles, assajos, conferències, entrevistes i converses; està publicat en la seva obra cabdal: Què és el cinema? En aquesta obra, es pot veure com Bazin aprecia a aquells directors que saben posar tots els elements dels quals s'alimenta l'art cinematogràfic per poder captar la veritable essència de la realitat i del món. En contrast amb Eisenstein, Bazin considera que és la profunditat de camp i no el muntatge la gran eina cinematogràfica. No renega del muntatge, però pensa que és una manera de forçar la realitat que en moltes ocasions no és convenient. Bazin sempre prefereix la composició de la imatge en profunditat (deep focus), ja que li permet enquadrar una part de la realitat de manera més directa, sense intervencions que puguin suposar un desviament o una mala interpretació.[9]

### Teoria cinematogràfica contemporània
Després d'aquests dos grans sistemes de pensament, el cinema es va consolidant com un camp d'estudi acadèmic. A França, apareix una figura cabdal, Jean Mitry, i, poc després apareixeria un altre nom no menys important, Christian Metz. Amb ells dos, el cinema es va convertir en una matèria rellevant dins de les investigacions en l'educació universitària.
- Jean Mitry: va ser el primer professor de cinema de la Universitat de París i un teòric els treballs del qual van tenir un gran impacte en la teoria cinematogràfica, sobretot la seva obra magna, Estètica i psicologia del cinema, que és l'estudi més sistemàtic i detallat en l'àmbit general de tots els problemes i les qüestions relatives al cinema. Va acostar a la seva figura premisses formalistes i conceptes realistes. La seva intenció era acostar-se de la manera més científica possible al cinema. La seva teoria es basa en les dues paraules que componen el títol del seu llibre: estètica i psicologia. Mitry comprenia el cinema com una forma estètica que utilitza la imatge com a mitjà d'expressió i la successió de la qual és un llenguatge.
- Christian Metz: estudiant de lingüística, les seves principals aportacions van ser bàsiques per al desenvolupament d'una important branca de la teoria cinematogràfica: la semiologia del cinema. Metz pensava que era el moment de donar el relleu a les aproximacions generals i totals al cinema, per començar a realitzar acostaments específics, més científics i menys especulatius. Va aplicar a l'estudi del cinema disciplines que ell dominava, com la lingüística i la psicoanàlisi.[10]

### Teoria cinematogràfica feminista: el cinema i el patriarcat
El moviment feminista posa al descobert la marginalitat de la dona i el seu silenci sobre els seus gustos i interessos dins de la societat patriarcal. Exposa aquesta creativitat reprimida de la dona i, per tant, es planteja una lluita entre sexes sobre les estructures socioeconòmiques dominades, fins llavors, per l'home.
Dins d'aquesta lluita a escala socioeconòmica, sorgeix l'interès pel sector cinematogràfic, vist com a generador d'una imatge de la dona, originària fins llavors per l'home. És aquí on les dones veuen la possibilitat de poder mostrar al món la seva pròpia mirada a través de documentals, testimoniatges, referències biogràfiques o, fins i tot, en pel·lícules de ficció; i així poder analitzar a través de la imatge de la dona creada per l'home tots els estereotips i codis que els han estat assignats al llarg de la història.
En aquesta situació, el pensament masclista no es basa a limitar la presència de la dona en les pel·lícules, sinó a situar a la dona en un univers sense temps, fent així, que el personatge de la dona quedi fora de la història. Al cinema clàssic l'home observa, la dona és observada; es mostra als ulls dels altres. El personatge interpretat per l'home actua, controla els seus sentiments, fa que les coses ocorrin, com si el fil argumental del film depengués d'ell i només d'ell. La dona, en canvi, és un element passiu, pura decoració. A causa d'aquesta posada en escena, és lògic que l'espectador associï la figura de l'heroi a ell i com a objecte de plaer a ella. Així doncs, es dedueix, que el cinema és un espectacle dirigit als homes.
Quant al moviment feminista, el cinema els suposa una forma d'estudi; inconscientment mostra la desigualtat sexual que hi ha en la nostra societat i això permet estudiar a fons la recepció dels missatges per part dels espectadors, en tota la seva amplitud.
Moltes de les directores d'aquesta època van utilitzar aquests temes del món de la dona per adaptar-los cinematogràficament. Per tant, podem dir que una dona podia gaudir en veure un personatge femení a la pantalla i aconseguir identificar-se amb aquest que és fort i independent. És ella la que controla els progressos del film, i arriba al final com l'heroïna; fent que la seva condició de dona sigui fonamental per poder sortir victoriosa, allunyant-se així de la imatge de víctima.
No obstant això, altres directores feministes no creuen que la millor forma sigui exaltant la importància que pot arribar a tenir un personatge femení, sinó atacant al cinema patriarcal directament. És aquí quan neix un contra cinema feminista que desafia al cinema clàssic fet fins llavors. En el cinema clàssic, l'espectador és portat a identificar-se amb els personatges i amb la història narrada en la pantalla; fa que quedi satisfet amb els conflictes resolts a final del film. No obstant això, el cinema clàssic difon un missatge d'una societat i una cultura amb una ideologia patriarcal i capitalista, en el qual la dona és vista com un signe en les relacions amb els homes. En canvi, podem dir, que una lectura feminista del cinema es decanten per ressaltar el fet obvi i natural per tal de mostrar les seves contradiccions i la seva finalitat. Així doncs, el contra cinema feminista aprofundirà en aquesta desestabilització d'aquest “règim” patriarcal a través de les manifestacions i de la transgressió.

### Altres teories
- Teoria de les competències
- Teoria d'autor
- Teoria cinematogràfica marxista
- Filosofia del llenguatge de l'anàlisi cinematogràfica
- Teoria psicoanalítica cinematogràfica
- Teoria de la pantalla
- Teoria cinematogràfica estructuralista
- Teoria del cinema ull
- Teoria del cinema digital